# Hummeltal
Hummeltal là một đô thị ở huyện Bayreuth bang Bayern nước Đức. Đô thị Hummeltal có diện tích 18,4 km², dân số thời điểm ngày 31 tháng 12 năm 2006 là 2488 người.